# Dolsk

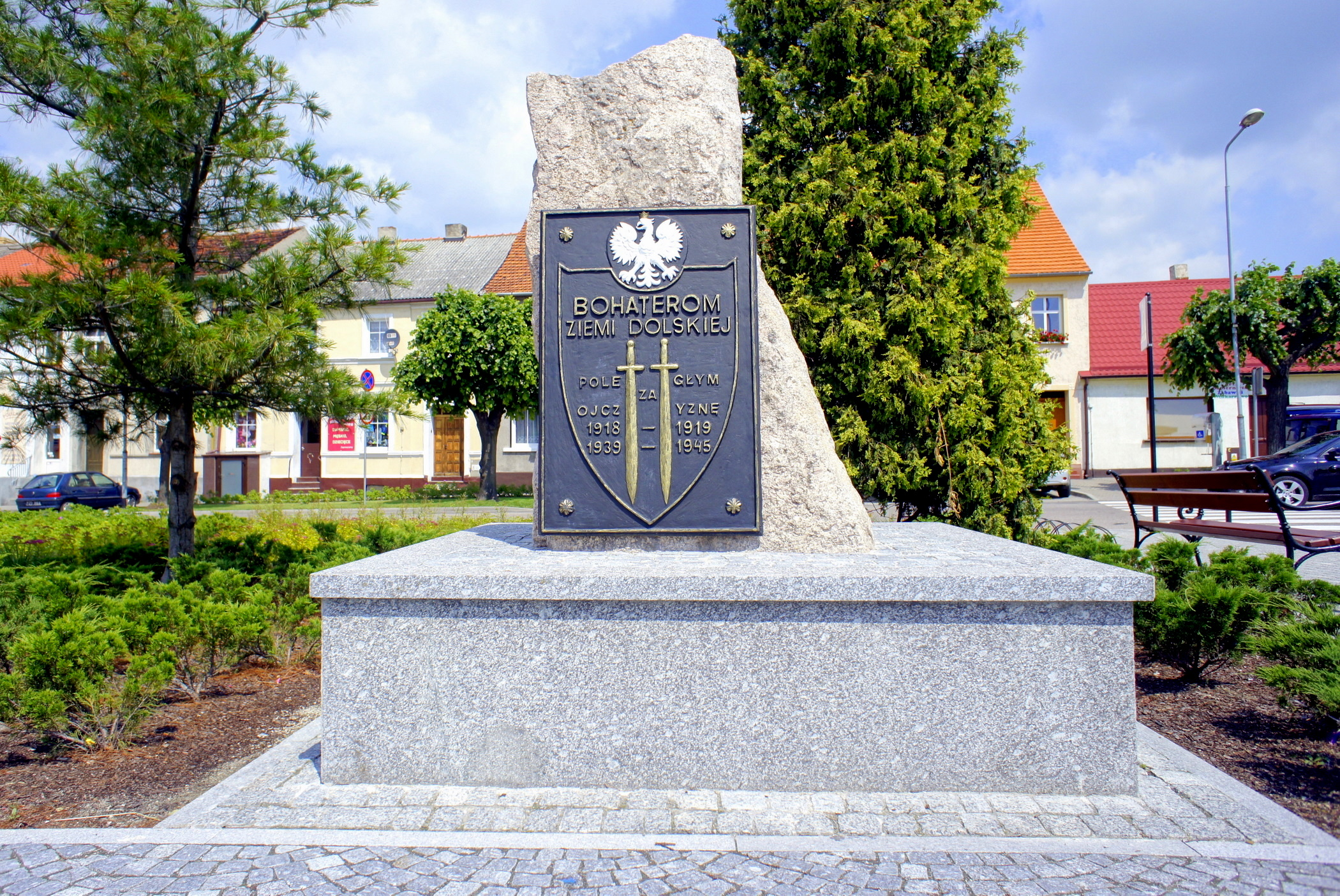
Bohaterom Ziemi Dolskiej

Dolsk (pol. hist. Dolsko) – miasto w województwie wielkopolskim, w powiecie śremskim, siedziba gminy miejsko-wiejskiej Dolsk, nad jeziorem Dolskim Wielkim i Dolskim Małym.
Miasto Dolsko było własnością biskupstwa poznańskiego, pod koniec XVI wieku leżało w powiecie kościańskim województwa poznańskiego. W latach 1975–1998 miasto administracyjnie należało do woj. poznańskiego.

## Położenie geograficzne
Miasto położone jest na przesmyku między Jeziorem Dolskim Wielkim a Jeziorem Dolskim Małym, przy drodze wojewódzkiej nr 434. Jest tu prawdziwa mozaika form terenowych ukształtowanych przez lodowiec, ozdobiona jeziorami zgrupowanymi wokół miasteczka (lasy i jeziora zajmują aż 2950 ha powierzchni całej gminy). O atrakcyjności tych terenów decyduje też klimat (miejscami zbliżony do klimatu rabczańskiego) oraz udokumentowane złoża torfu – borowin o znaczeniu leczniczym.

## Demografia
31 marca 2011 miasto liczyło 1554 mieszkańców.
Struktura demograficzna mieszkańców Dolska według danych z 31 grudnia 2009:

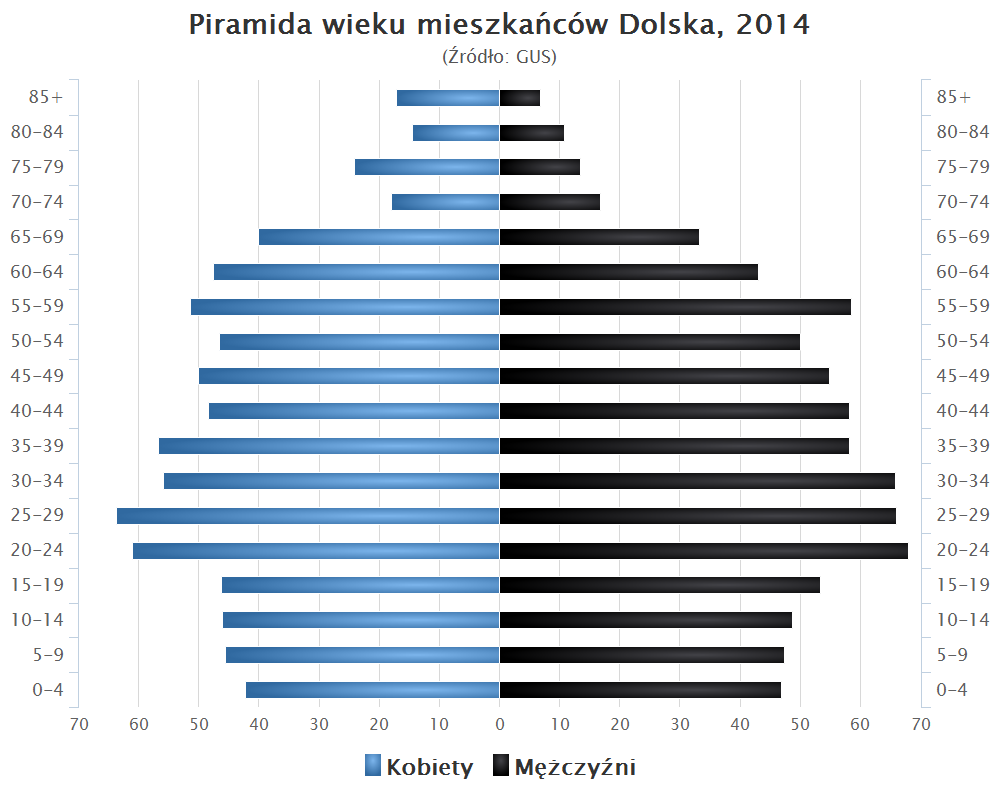
Piramida wieku mieszkańców Dolska w 2014 roku

| Opis                                | Ogółem | Ogółem | Kobiety | Kobiety | Mężczyźni | Mężczyźni |
| ----------------------------------- | ------ | ------ | ------- | ------- | --------- | --------- |
| Jednostka                           | osób   | %      | osób    | %       | osób      | %         |
| Populacja                           | 1527   | 100    | 752     | 49,25   | 775       | 50,75     |
| Wiek przedprodukcyjny (0–17 lat)    | 281    | 18,4   | 129     | 8,45    | 152       | 9,95      |
| Wiek produkcyjny (18–65 lat)        | 1010   | 66,14  | 460     | 30,12   | 550       | 36,02     |
| Wiek poprodukcyjny (powyżej 65 lat) | 236    | 15,46  | 163     | 10,67   | 73        | 4,78      |

## Nazwa

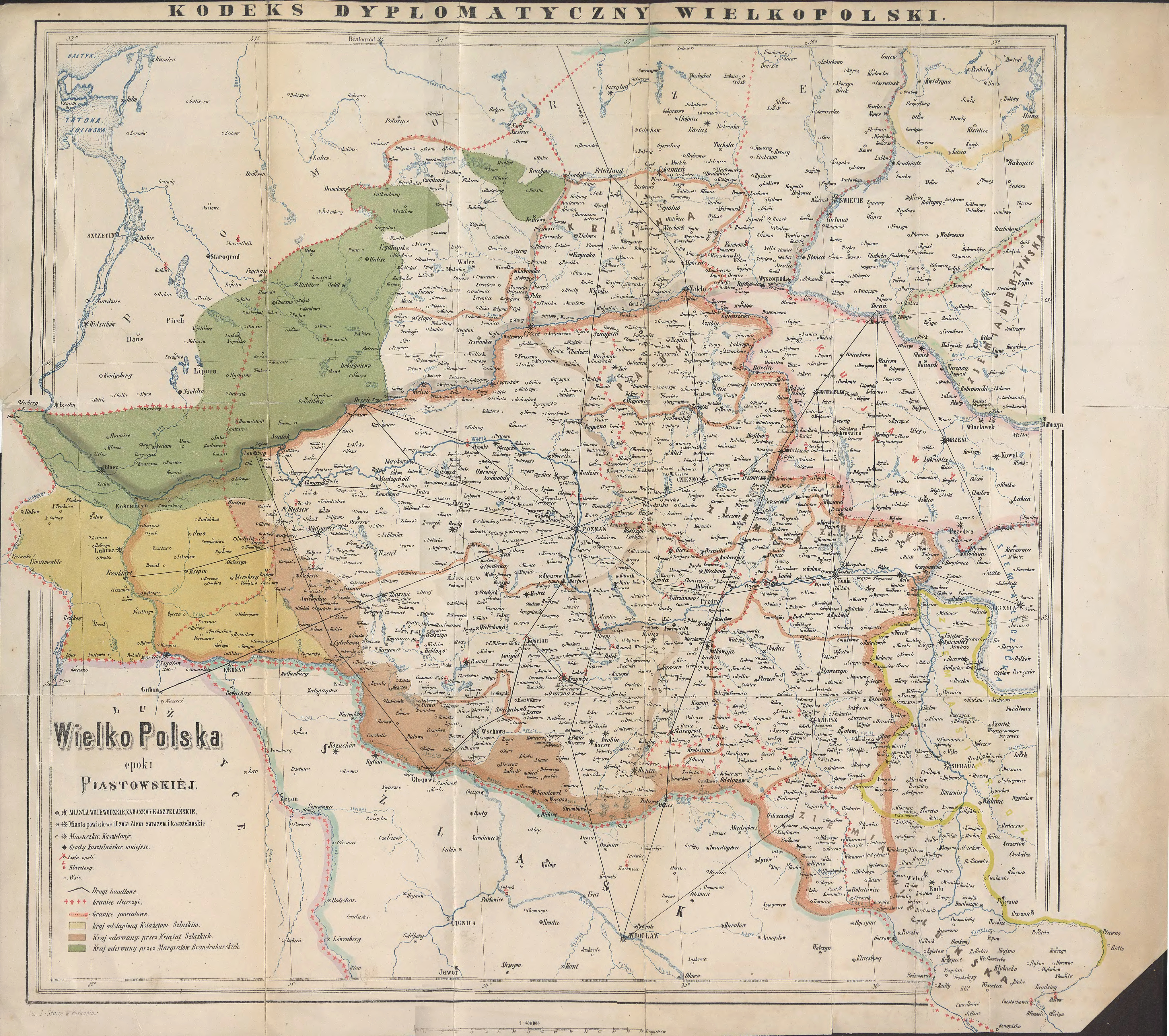
Dolsk na mapie Wielkopolski w czasach piastowskich według Kodeksu dyplomatycznego Wielkopolski.

Miejscowość ma metrykę średniowieczną i jest notowana od XII wieku. Po raz pierwszy w 1136 jako Dolzco, 1293 Dolszko, 1310 Dolsko, 1350 Dolsk, 1359 locare civitatem Dolsco, 1513 Dolssko, 1514 Dulsko, 1619 Dulsko, 1802-03 Doltzig, 1846 Dolsk, 1881 Dolzig .
Nazwa miejscowości pochodzi od wyrażenia przymiotnikowego dolski oznaczającego znajdujący się w dole. Pochodzi z języka prasłowiańskiego *dolьskъ odnoszącego się do położenia w dole lub dolinie z dodaniem sufiksu -sko, -sk.

## Historia

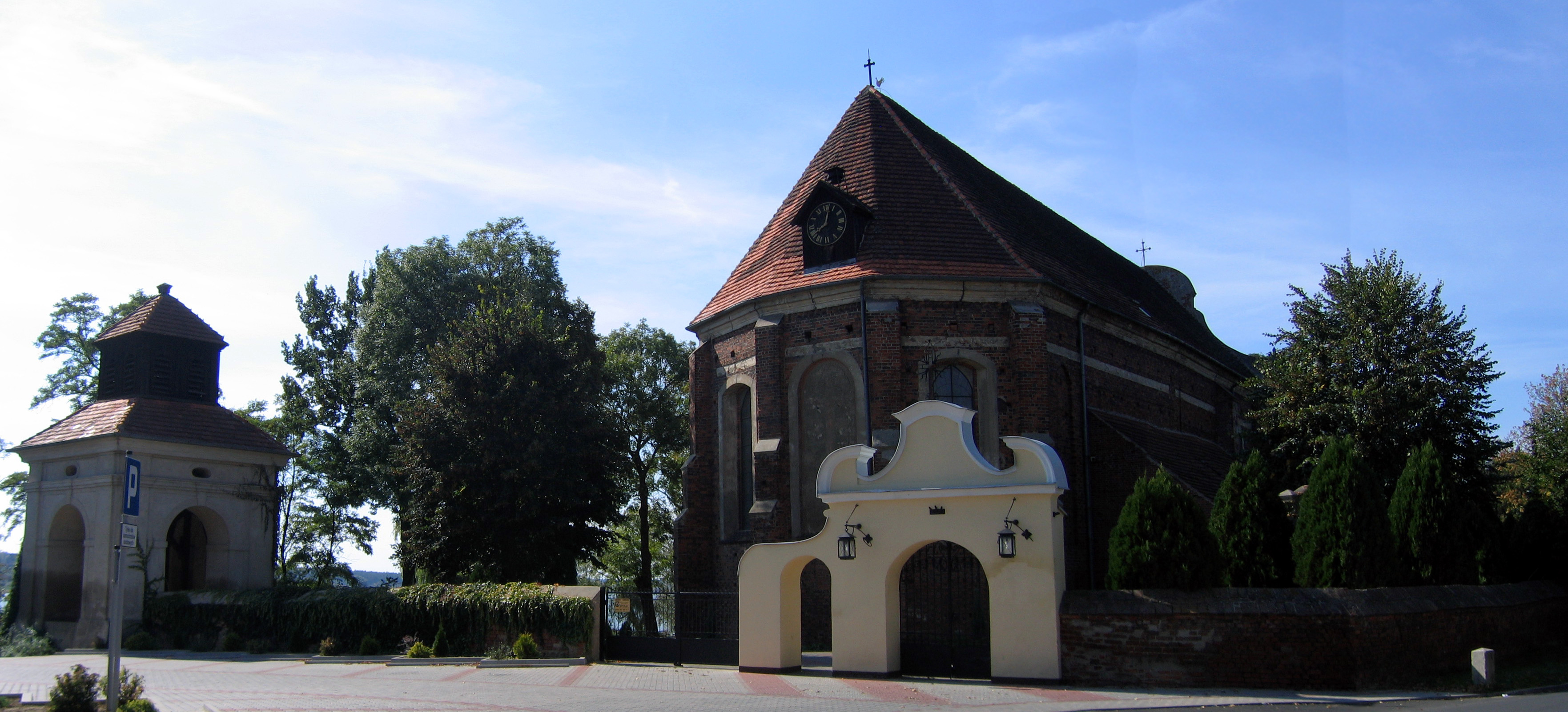
Kościół parafialny pw. św. Michała Archanioła

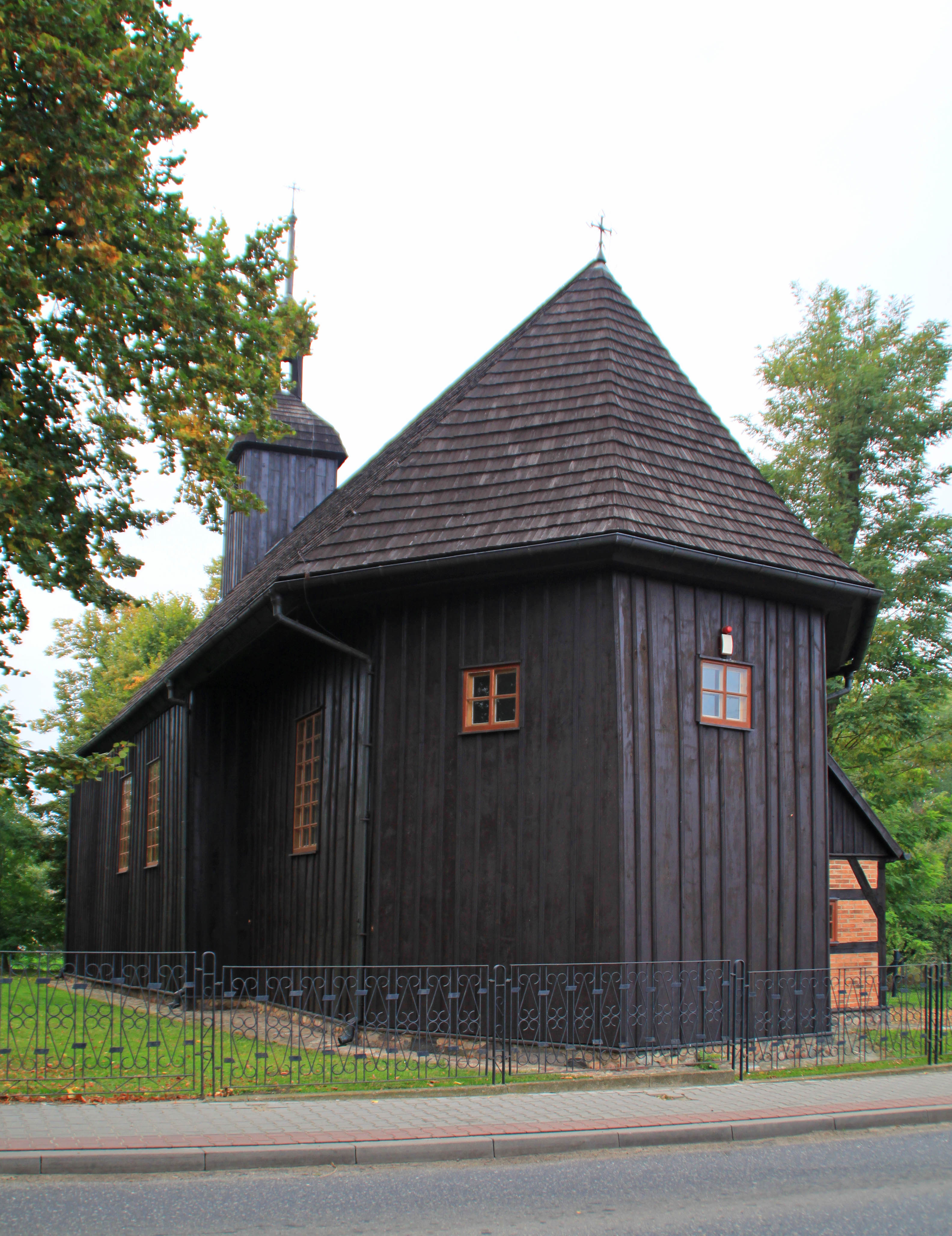
Drewniany Kościół Świętego Ducha z 1618 r.

Okolice miejscowości były zasiedlone jednak już wcześniej niż odnotowały to zachowane zapisy historyczne. Pierwsze ślady osadnictwa pochodzą z okresu kultury łużyckiej. Archeolodzy znaleźli brązowe ozdoby z tego okresu oraz cmentarzysko. Na półwyspie Jeziora Dolskiego Małego znajdowało się grodzisko, które istniało do XVIII wieku. Osada targowa znajdowała się tu już na przełomie XI i XII wieku. Powstała ona na szlaku handlowym z Poznania na Śląsk. Przy ul. Pocztowej odkryto również pozostałości osady z XII do poł. XIII wieku, a w okolicach cmentarzysko z X-XI wieku.
Pierwsze informacje o miejscowości zamieszczone zostały w 1136 w tzw. Bulli gnieźnieńskiej papieża Innocentego II, gdzie wymieniana jest jako własność arcybiskupstwa gnieźnieńskiego. Dokument zawarty jest w Kodeksie dyplomatycznym Wielkopolski. W 1403 miejscowość znajdowała się w dystrykcie śremskim (łac. "in districtu Srzemensi"). Początkowo wieś była własnością duchowną czyli należącą do kleru, w tym wypadku do biskupów gnieźnieńskich. W 1445 leżała w powiecie kościańskim województwa poznańskiego w Koronie Królestwa Polskiego. Od 1361 była siedzibą własnej parafii. W 1510 leżała w dekanacie Śrem. 
Miejscowość do połowy XIV wieku była wsią na terytorium zwanym Śrem. W 1359 Dolsk otrzymał prawa miejskie w przywileju Kazimierza Wielkiego, w którym król polski zezwolił biskupowi poznańskiemu na założenie miasta na prawie średzkim we wsi Dolsk ustanawiając jarmarki oraz targ co środę nadając miastu również immunitet ekonomiczny i sądowy. W 1403 król polski Władysław II Jagiełło odnawiając prawa miejskie dla Dolska, ustanowił targi co poniedziałki oraz jarmark według starych zwyczajów. W 1404 Jagiełło nadał biskupstwu poznańskiemu brzeg oraz część bagna, czyli stawu zwanego "Prusy", położonego pomiędzy dziedzinami królewskimi Drzonek a wsią biskupią Dolsk, celem założenia stawów rybnych. W 1513 król polski Zygmunt I Stary potwierdził wspomniany dokument z 1403 oraz ustanowił jarmark na Zielone Świątki oraz cotygodniowy wolny targ na konie i inne zwierzęta co poniedziałek w okresie od pierwszej niedzieli wielkiego postu do św. Jana Chrzciciela. W 1564 targ cotygodniowy odbywał się co wtorek, jarmarki na Zielone Świątki, na św. Wawrzyńca (10 sierpnia) i św. Michała (29 września). Zachowały się też inne przywileje dotyczące jarmarków z lat 1566 i 1598.
W 1455 biskup poznański wystawił dokument dotyczący "końskiego młyna", czyli napędzanego przez kierat zaprzężony w konie, i wytwarzającego słód do produkcji piwa w Dolsku. W czasie wojny trzynastoletniej Dolsk wystawił w 1458 roku 10 pieszych na odsiecz oblężonej polskiej załogi Zamku w Malborku.
W latach 1231–1797 miasto było siedzibą klucza dolskiego należącego do biskupów poznańskich. Klucz ten rozciągał się na terenie obecnej gminy Dolsk, a także obecnych powiatów śremskiego i gostyńskiego. W jego skład wchodziły dwa młyny zbożowe zwane "Kamiński" i "Kunowski" oraz okoliczne wsie: Domachowo od 1293, Kiełczewo od 1310, Brzednia od 1362, Kunowo od 1473, Ostrowo koło Gostynia 1548, Księginki, Ostrowieczno, Grodnica, Góra koło Śremu, Zaborze (łac. fundus desertus).
W Dolsku znajdował się także dwór biskupi, a obok niego staw do hodowli ryb, trzy ogrody oraz winnica rozciągająca się na brzegach Jeziora Wielkiego Dolskiego, z której zbierano winogrona do produkcji miejscowego wina. Z 1430 zachował się zapis, że biskup poznański na prośbę kapituły dał dla katedry poznańskiej beczkę wina mszalnego z miasta Dolsk.
W latach 1406-1586 odnotowano drogi oraz mosty prowadzące do Dolska. W 1406 z Drzonka, w 1421 z Księginek, w 1445 przez Nowiec do Dolska, w latach 1464 i 1488 z Gostynia. W 1513 król polski Zygmunt Stary zezwolił burmistrzowi i rajcom na pobieranie trzech denarów od każdego wozu z towarami tytułem podatku mostowego oraz naprawy dróg wokół miasta. W latach 1514, 1530, 1542 odnotowano wielką drogę z miasta Borek w dawnym powiecie pyzdrskim. W 1548 wspomniano groblę oraz most na drodze do Gostynia. W 1559 wspomniana został droga z Kałkowa lub Kałkowo z Twarzymirek do Dolska. W 1586 w podziale Mszczyczyna i Gajewa wzmiankowano o „dolskiej” drodze.
W 1507 miasto zapłaciło w ramach podatków 18 grzywien szosu, a w 1530 z tego tytułu 14 grzywien. W 1563 Dolsk zapłacił podwójny szos w wysokości 28 złotych, a także inne podatki od 20 komorników, 112 rzemieślników, 9 rybaków oraz od 8 kotłów gorzałczanych. W 1564 do miasta przynależało 17,5 łanów. Mieszczanie płacili z każdego łana po jednej grzywnie i 8 groszy rocznie, a od ogrodów zapłacili gatnego 5 grzywien i 40 groszy. Z miejskich 13 jatek rzeźniczych płacono po 2 kamienie łoju. Garncarze co wtorek płacili garnkami tytułem targowego. Z wolnicy czyli od wolnej sprzedaży mięsa poza jatkami, sprzedawcy dawali jesienią od każdego bydlęcia - mieszczanie po 12 denarów, a przybysze po jednym groszu i od kramu po 6 denenarów. Sprzedawcy soli dawali w ramach podatków ćwiartkę soli od każdej beczki soli. W czasie jarmarków od każdego kramu kupieckiego płacono po groszu. Od mielenia słodów w młynie końskim płacono od 4 ćwiertni słodu jeden wierteł słodu oraz jeden wierteł owsa. Miejscowi rybacy wynajmowali okoliczne jeziora rozlokowane wokół miasta i płacili po 4 grzywny od włoku. W 1563 odnotowano 7 włoków. W 1563 rybacy od saków i od mrzeży odali w ramach podatku 2,5 grzywny. Opłaty zwanej gatne rybacy płacili 8 grzywien rocznie. Ogółem czynsze płacone dla miasta wynosiły wówczas 20 grzywien i 20 groszy oraz 26 kamieni łoju, a z jezior 44 grzywny i 16 groszy. W 1581 miasto Dolsk zapłaciło podwójny szos (tzw. "dupla") w wysokości 44 złote i 24 groszy, a także od 21 komorników, 48 rzemieślników, 10 sprzedawców soli, od 6 kotłów gorzałczanych, 10 groszy od wiatraka dziedzicznego i od 16 i 1/4 łana, ogółem 67 złote i 9 groszy.

### Zabory Polski
22 kwietnia 1866 powstało tu pierwsze w Wielkopolsce kółko rolnicze (Dolskie Kółko Włościańsko-Rolnicze). Inicjatorami jego założenia byli: Dionizy Stasiak z Księginek, Antoni Banaszak ze Studzianny, ks. Jan Wiśniewski z Międzychodu, Konstanty Sczaniecki, także z Międzychodu i Julian Bukowiecki z Mszczyczyna. Statut podpisało łącznie 19 osób.
Miasto wymienione zostało w powiecie śremskim w XIX-wiecznym Słowniku geograficznym Królestwa Polskiego. W 1881 w miejscowości było 145 domów zamieszkanych przez 1644 mieszkańców w tym 1444 katolików, 120 ewangelików oraz 80 wyznawców judaizmu. W miejscowości znajdował urząd pocztowy trzeciej klasy, gościniec, stacja kolei żelaznej oraz elementarna szkoła kilkuklasowa. Słownik wymienia również w mieście 308 analfabetów. W mieście działało towarzystwo pożyczkowe, kółko włościańskie. Mieszkańcy trudnili się przeważnie rolnictwem, rybołówstwem oraz wyrobem płótna i garncarstwem. W okolicy funkcjonowały również trzy gorzelnie.
Podczas Powstania Wielkopolskiego utworzono w mieście kompanię pod dowództwem por. Tomasza Paula, która wchodziła w skład batalionu śremskiego i walczyła pod Rawiczem i Zbąszyniem.

### II wojna światowa
Podczas masowych egzekucji II wojny światowej, rozstrzelano 10 mieszkańców Dolska i okolic. Armia Czerwona wkroczyła do miasta 21 stycznia 1945.

## Obecnie
W Dolsku funkcjonuje Szkoła Podstawowa im. Janusza Kusocińskiego.
Obecnie w miasteczku działają niewielkie zakłady rzemieślnicze i usługowe.

## Architektura

### Zabytki
Zabytkami prawnie chronionymi są:

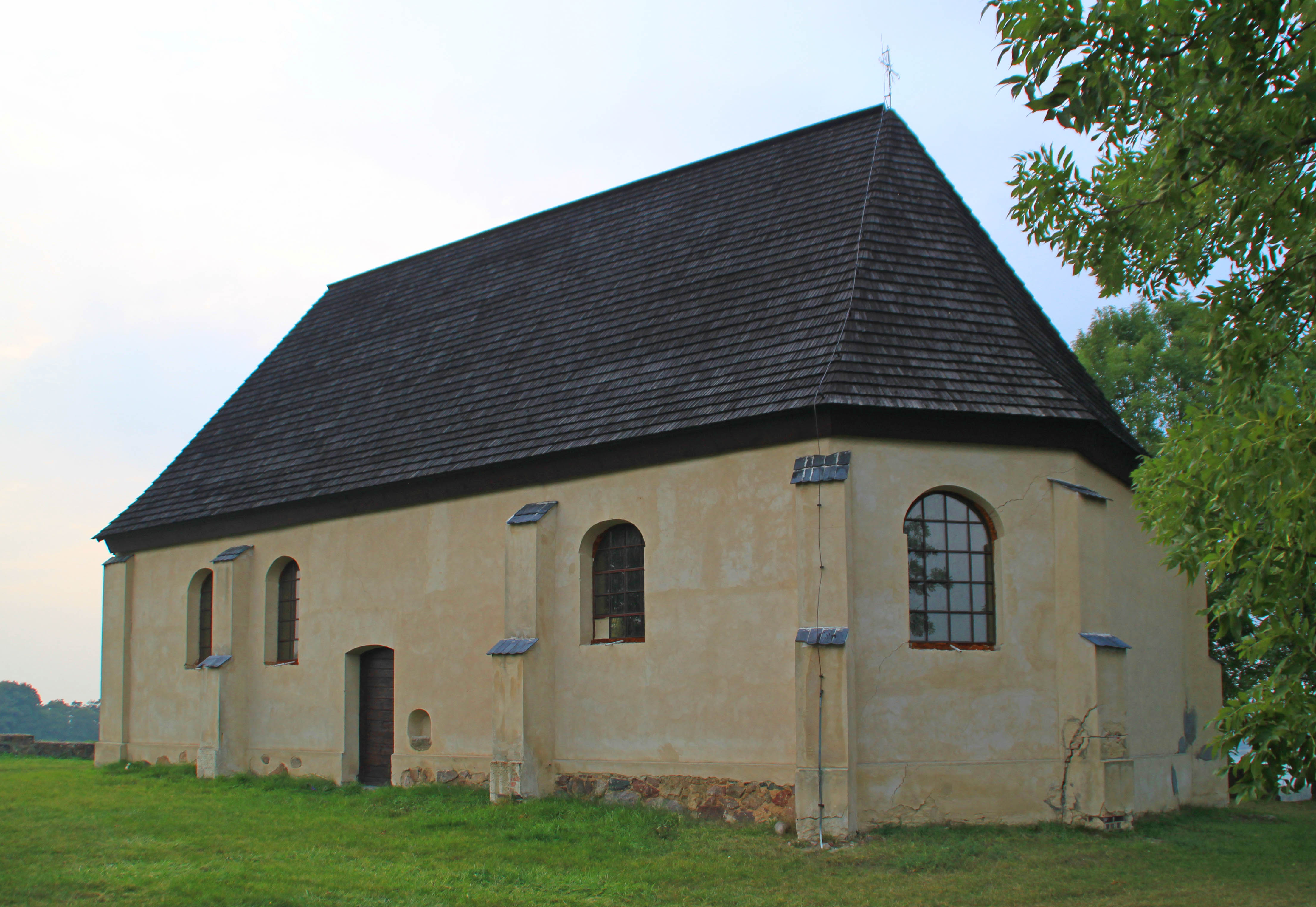
Barokowy Kościół Świętego Wawrzyńca z 1685 r.

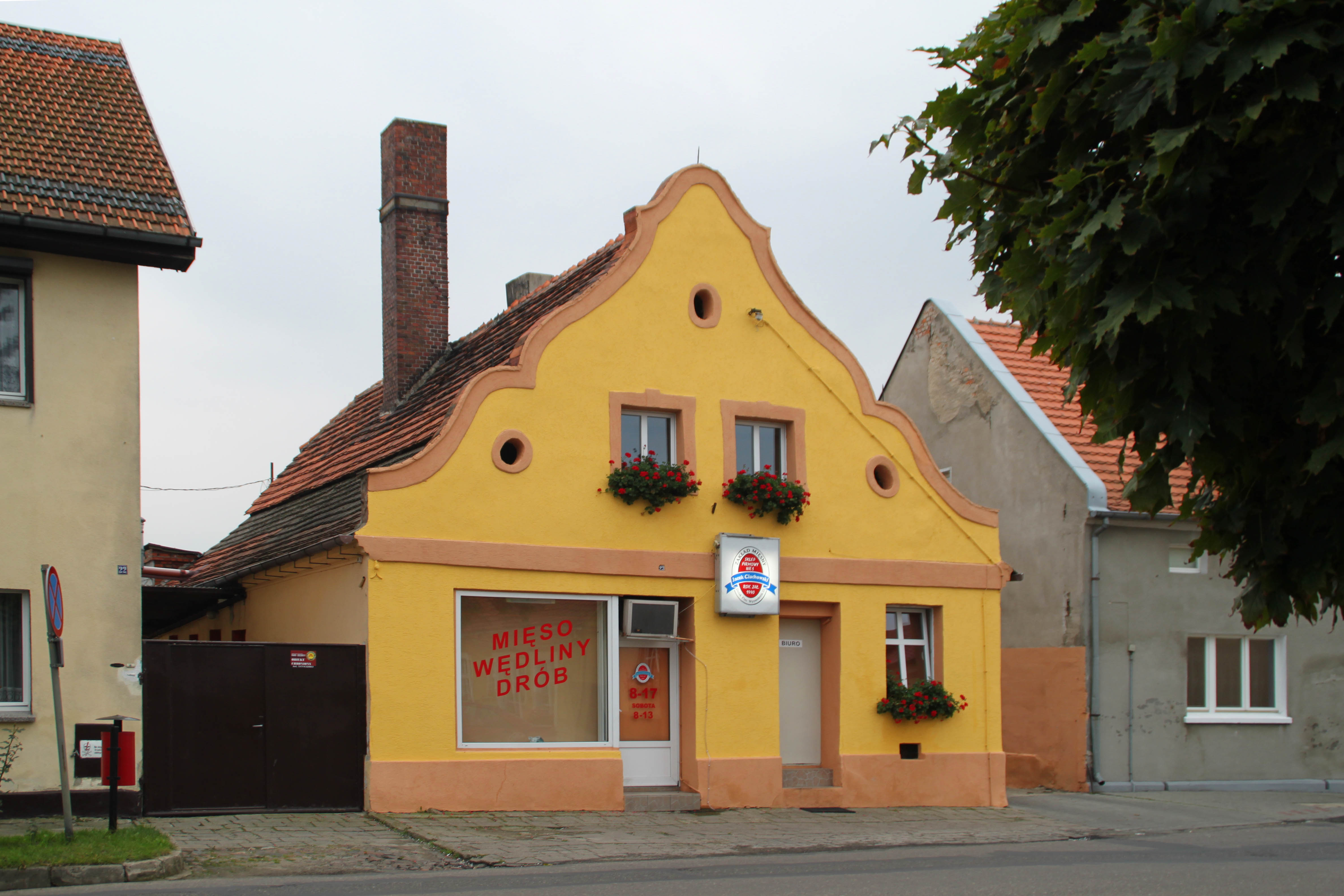
Dom z 1 poł. XIX w. – Rynek 23

- Rynek i założenie urbanistyczne. Rynek obecnie nazywany placem Wyzwolenia to regularny plac rozplanowany po założeniu miasta w 1359. Przez plac przebiega droga ze Śremu do Gostynia. W centrum rynku znajduje się pomnik Bohaterów Ziemi Dolskiej z 1978 oraz figura św. Nepomucena z 1880, pierzejami rynku są piętrowe kamieniczki z XIX wieku, najstarszą z nich jest barokowy budynek nr 23 z połowy XVIII wieku. Dawniej na środku rynku stał ratusz, który został zniszczony w XIX wieku.
- Kościół parafialny pw. św. Michała Archanioła. Późnogotycki kościół wzniesiony został ok. 1460, ufundowany był przez bp. Andrzeja z Bnina. Jest to trójnawowa budowla halowa zwieńczona sklepieniem gwiaździstym. Do wyposażenia świątyni należy renesansowy ołtarz główny z obrazem Koronacja Matki Boskiej z 1627, obraz patrona kościoła w zwieńczeniu ołtarza, dwie późnogotyckie stalle w prezbiterium, w zakrystii późnogotycki lawaterz z inicjałami i herbem Łodzia bp. Andrzeja Opalińskiego. Na ścianie północnej widnieje obraz Złożenie do grobu z 1855. Budynek otoczony jest murem z barokową bramą, gruntownie odrestaurowany po pożarze w 1790, obok niego zbudowana dzwonnica z końca XVIII wieku z dzwonami z 1680 i 1777.
- Plebania z połowy XVIII wieku, z dachem mansardowym z lukarnami. Wewnątrz polichromie ze scenkami rodzajowymi. Przed nią stoi kapliczka z figurą Serca Jezusowego oraz tablica założycieli kółka rolniczego z 1926, zrekonstruowana w 1996.
- Kościół Świętego Wawrzyńca barokowy z 1685. Do wyposażenia należy obraz św. Wawrzyńca z XVII wieku. Drewniana wieża runęła w 1983 podczas burzy. Odpust w kościele odbywa się 10 sierpnia każdego roku.
- Kościół Świętego Ducha z 1618, drewniany, zbudowany na planie kwadratu z wielobocznie zamkniętym prezbiterium, konstrukcji szachulcowej. Do wyposażenia świątyni należą gotyckie profilowane otwory drzwiowe, zamknięte łukiem w ośli grzbiet i łukiem podkowiastym. W ołtarzu głównym znajduje się płaskorzeźba ze sceną koronacji Najświętszej Maryi Panny oraz rzeźby św. Jana Ewangelisty i św. Mateusza. W lewym ołtarzu bocznym widnieje obraz św. Walentego, a w prawym dwie kwatery tryptyku oraz obraz z Pietą.
- Dom przy ul. Rynek 23 z połowy XVIII wieku.
- Willa „Azaria” przy ul. Śremskie Przedmieście 23 z 1903.
- Wiatrak koźlak z 1 poł. XIX wieku.
- Park dworski w folwarku Podrzekta z końca XIX wieku.

### Inne obiekty

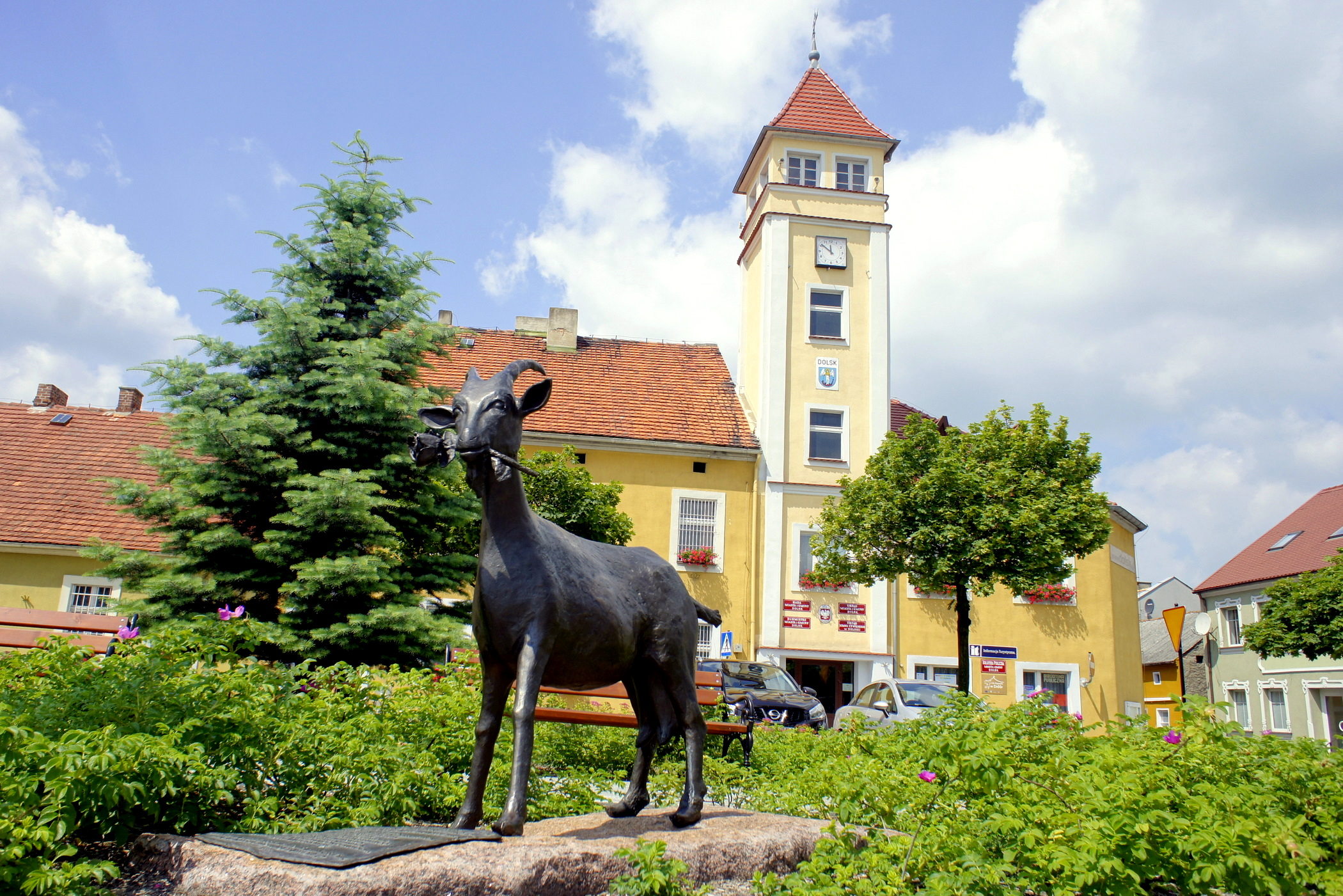
Rzeźba kozy z różą w pyszczku

- Ratusz z wieżą z 1981, projektu Jana Kasińskiego. Powstał poprzez przebudowę trzech kamienic, mieści się w nim Urząd Miasta i Gminy, a także biblioteka z Izbą Regionalną.
- Dwór secesyjny z 1909 w dawnym folwarku Podrzekta.
- Oficyna dawnego dworu biskupiego z ok. 1760, który mieści ona Szkołę Podstawową im. Janusza Kusocińskiego.
- Pomnik Janusza Kusocińskiego z 1977[4].
- Pomnik Kozy z 2010.

## Transport
Przez miasto przebiega droga wojewódzka, która łączy się z drogami krajowymi:
- Droga wojewódzka nr 434: Kleszczewo (droga ekspresowa nr S5) – Kórnik (droga ekspresowa nr S11) – Śrem – Dolsk – Gostyń (droga krajowa nr 12) – Krobia – Rawicz (droga ekspresowa nr S5, droga krajowa nr 36)

Przy południowej granicy miasta znajduje się skrzyżowanie tej drogi z drogą wojewódzką nr 437 do Borku Wielkopolskiego.
W Dolsku znajdują się też skrzyżowania z drogami powiatowymi:
- nr 4073 do Nochowa przez Mełpin i Kadzewo
- nr 4080 do Książa Wielkopolskiego przez Trąbinek i Włościejewki
- nr 4082 do Mchów przez Ostrowieczno i Ostrowieczko

oraz z drogami lokalnymi do:
- Rezerwatu Miranowo przez Podrzektę
- Księginek

Przy placu Wyzwolenia znajduje się przystanek PKS, autobusami można dojechać m.in. do: Śremu, Poznania, Gostynia, czy Mszczyczyna.

## Kultura i sport
W Dolsku działają następujące ośrodki sportowe:
- Ośrodek Sportowo-Rekreacyjny – ul. Podrzekta, 2 km od centrum miasteczka, niewielka przystań żeglarska, plaża, kąpielisko strzeżone przez Ratowników WOPR (Drużyna WOPR przy Miejsko-Gminnym Ośrodku Sportu i Rekreacji w Dolsku) wygrodzone pomostami, domki letniskowe, pole namiotowe, wypożyczalnia sprzętu pływającego, kawiarnia, punkt gastronomiczny, sklep, świetlica, boisko do siatkówki.
- Miejsko-Gminny Ośrodek Sportu i Rekreacji – ul. Kościańska 8a, na północnym brzegu Jeziora Dolskiego Wielkiego, pełnowymiarowa sala sportowa, korty tenisowe, kompleks boisk do gier zespołowych, punkt gastronomiczny, plaża, Miejskie kąpielisko także strzeżone przez Drużynę Ratowników WOPR wygrodzone pomostami, pole namiotowe, zaplecze kuchenne, sala wykładowa[15].

Instytucja kulturalną miasta jest Izba Regionalna, która mieści się w siedzibie ratusza. Znajdują się w niej zabytki kultury materialnej regionu, pamiątki związane z historią Dolska i okolic, materiały związane z powstaniem wielkopolskim, II wojną światową, galeria artystów amatorów (hafty, malarstwo, koszykarstwo, rzeźba), zbiór zabawek dziecięcych, mundurów, dokumentów, zbiorów archeologicznych.
Cyklicznymi imprezami są:
- Dni Ziemi Dolskiej „Wianki” (czerwiec) – impreza o charakterze kulturalno-rekreacyjnym.
- Strzelanie Bractwa Kurkowego – w czerwcu o tytuł króla kurkowego, w sierpniu o tytuł króla żniwnego[16].

## Współpraca
- Międzylesie